# Wyld (cráter)

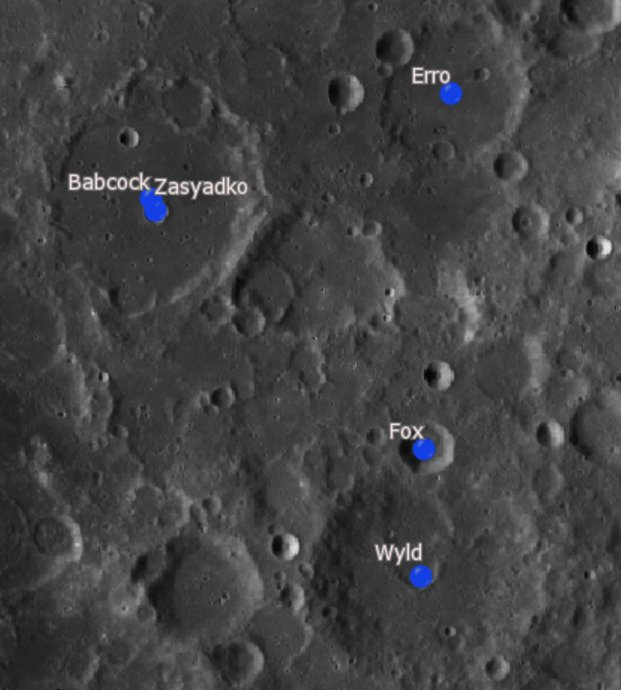
Entorno de Wyld, con Fox adyacente a su borde norte

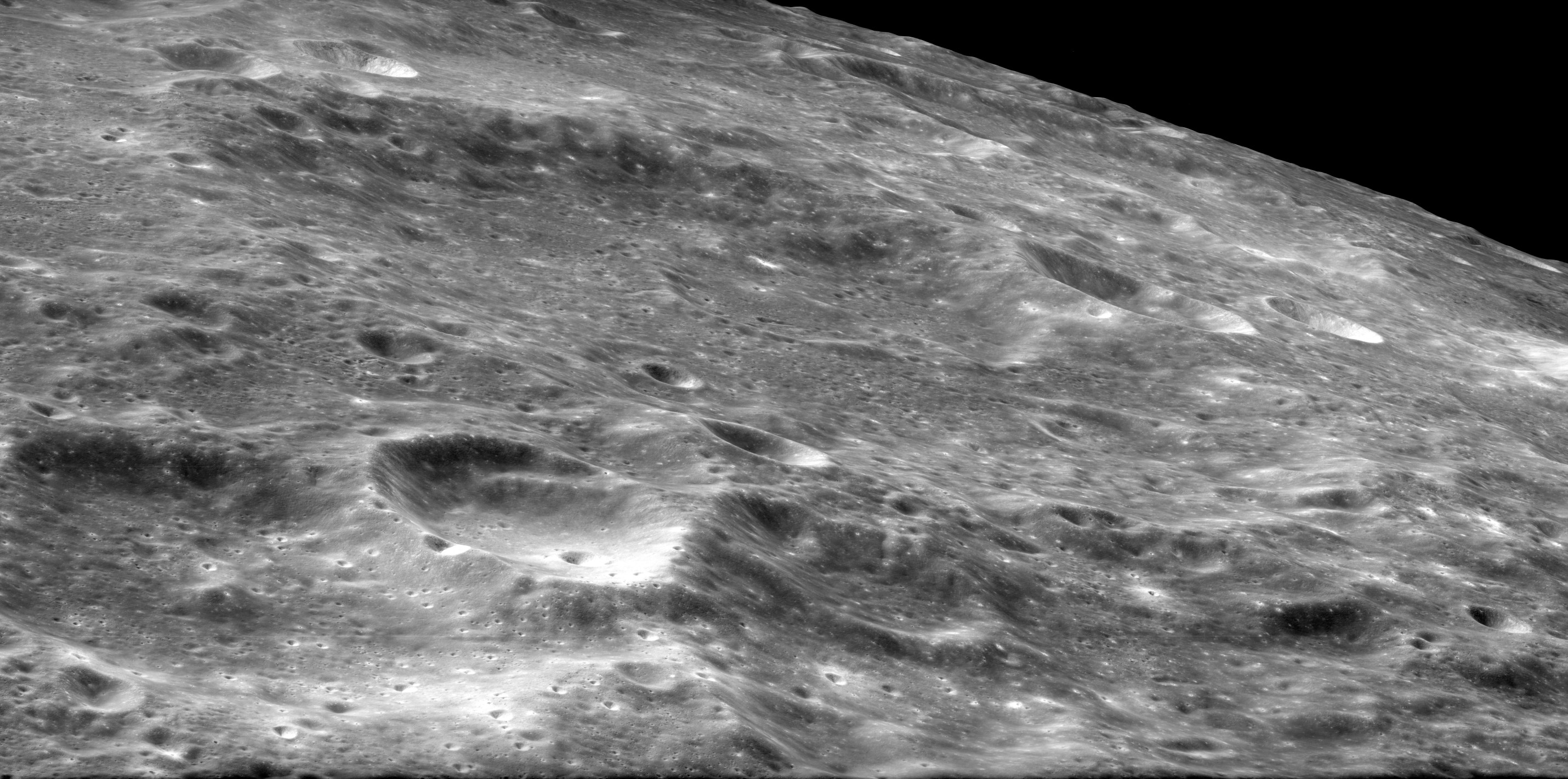
Vista oblicua desde el Apolo 17

Wyld es un cráter de impacto perteneciente a la cara oculta de la Luna, situado más allá del terminador oriental. Se encuentra en la parte de la superficie lunar que a veces se presenta a la vista de la Tierra en condiciones favorables de libración e iluminación, pero incluso entonces el cráter aparece lateralmente y no se pueden observar muchos detalles. Wyld se encuentra al noreste de Hirayama, más grande, y al oeste de Saha. Su borde externo norte es tangente al pequeño cráter Fox.
Este es un cráter desgastado y erosionado, con un borde exterior desigual que es poco más que una cresta aproximadamente circular sobre la superficie. En la mitad norte del suelo se localiza un par de cráteres fusionados que se superponen parcialmente al borde norte. El resto del suelo interior está marcado por pequeños impactos.

## Cráteres satélite
Por convención estos elementos son identificados en los mapas lunares poniendo la letra en el lado del punto medio del cráter que está más cerca de Wyld.
|      | \| Wyld \| Coordenadas \| Diámetro \| \| ---- \| ---------------------------- \| -------- \| \| C \| 0°42′N 100°30′E / 0.7, 100.5 \| 28 km \| \| J \| 3°48′S 99°24′E / -3.8, 99.4 \| 24 km \| |          |
| Wyld | Coordenadas | Diámetro |
| C    | 0°42′N 100°30′E / 0.7, 100.5 | 28 km    |
| J    | 3°48′S 99°24′E / -3.8, 99.4 | 24 km    |

## Referencias

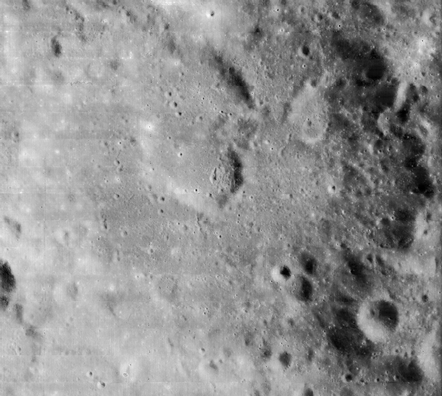
Wyld desde el Lunar Orbiter 1. Imagen NASA/L&PI.